# Kirche Rollwitz

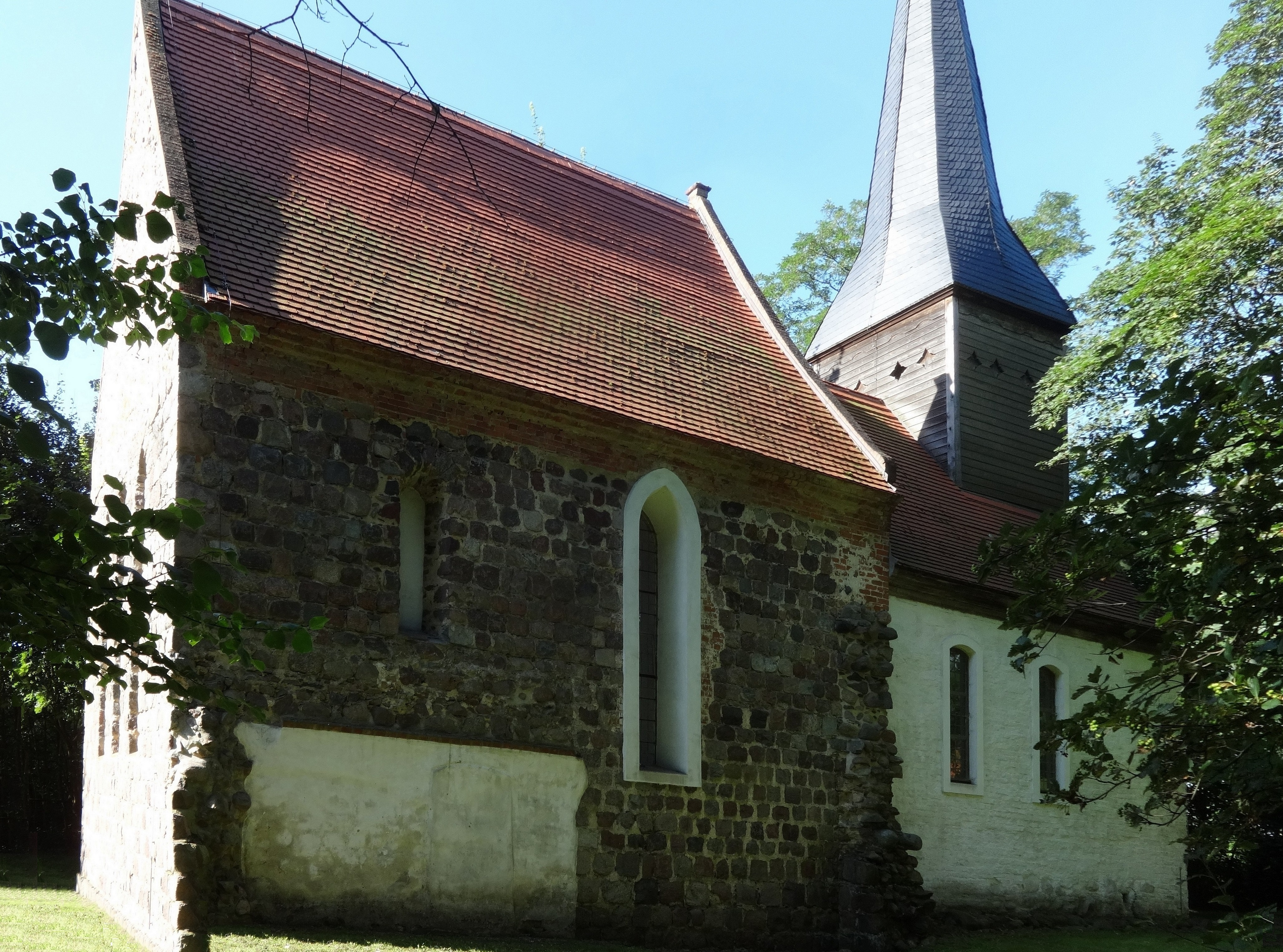
Kirche Rollwitz

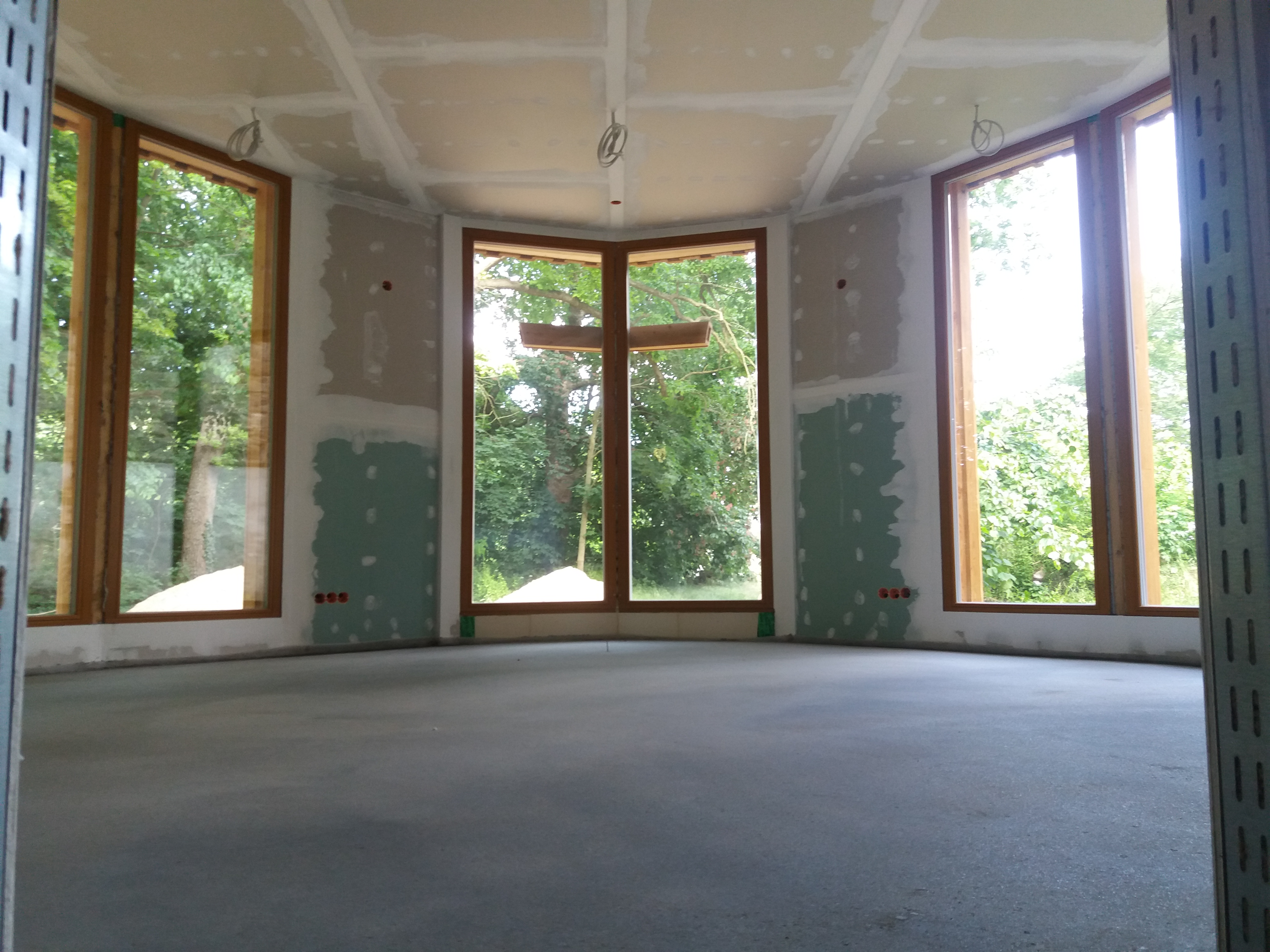
Das zukünftige Gemeinschafts- und Begegnungshaus in Rollwitz von innen

Die evangelische Kirche Rollwitz ist eine Feldsteinkirche aus dem 13. Jahrhundert in Rollwitz, einer Gemeinde im Landkreis Vorpommern-Greifswald in Mecklenburg-Vorpommern. Die Kirchengemeinde Zerrenthin und Rollwitz gehört zur Propstei Pasewalk im Pommerschen Evangelischen Kirchenkreis der Evangelisch-Lutherischen Kirche in Norddeutschland.

## Lage
Durch den Ort führt in Nordost-Südwest-Richtung die Prenzlauer Chaussee als Teil der Bundesstraße 109. Von ihr zweigt nach Osten hin die Dorfstraße ab und umspannt nach Süden hin den historischen Dorfanger mit Gutshaus und Teich. Die Kirche steht nordöstlich der beiden Straßen auf einem Gelände, das durch eine Mauer aus unbehauenen und nicht lagig geschichteten Feldsteinen eingefriedet ist.

## Geschichte
Beginnend mit dem Chor wurde der Sakralbau im 13. Jahrhundert errichtet. Ursprünglich war geplant, ein breiteres Kirchenschiff nach Westen hin anzufügen. Diese Pläne wurden jedoch so nicht realisiert. Um 1429 lag das Kirchenpatronat bei denen derer von Lindstedt. Im Dreißigjährigen Krieg wurde der Ort schwer verwüstet. Der Rittmeister von Winterfeldt setzte sich dafür ein, die stark beschädigte Kirche im Jahr 1730 wieder aufzubauen.  1840 kam ein niedriger westlicher Anbau mit einem verbretterten Turm hinzu. In den Jahren 1994 bis 1998 sanierte die Kirchengemeinde das Bauwerk.

## Baubeschreibung

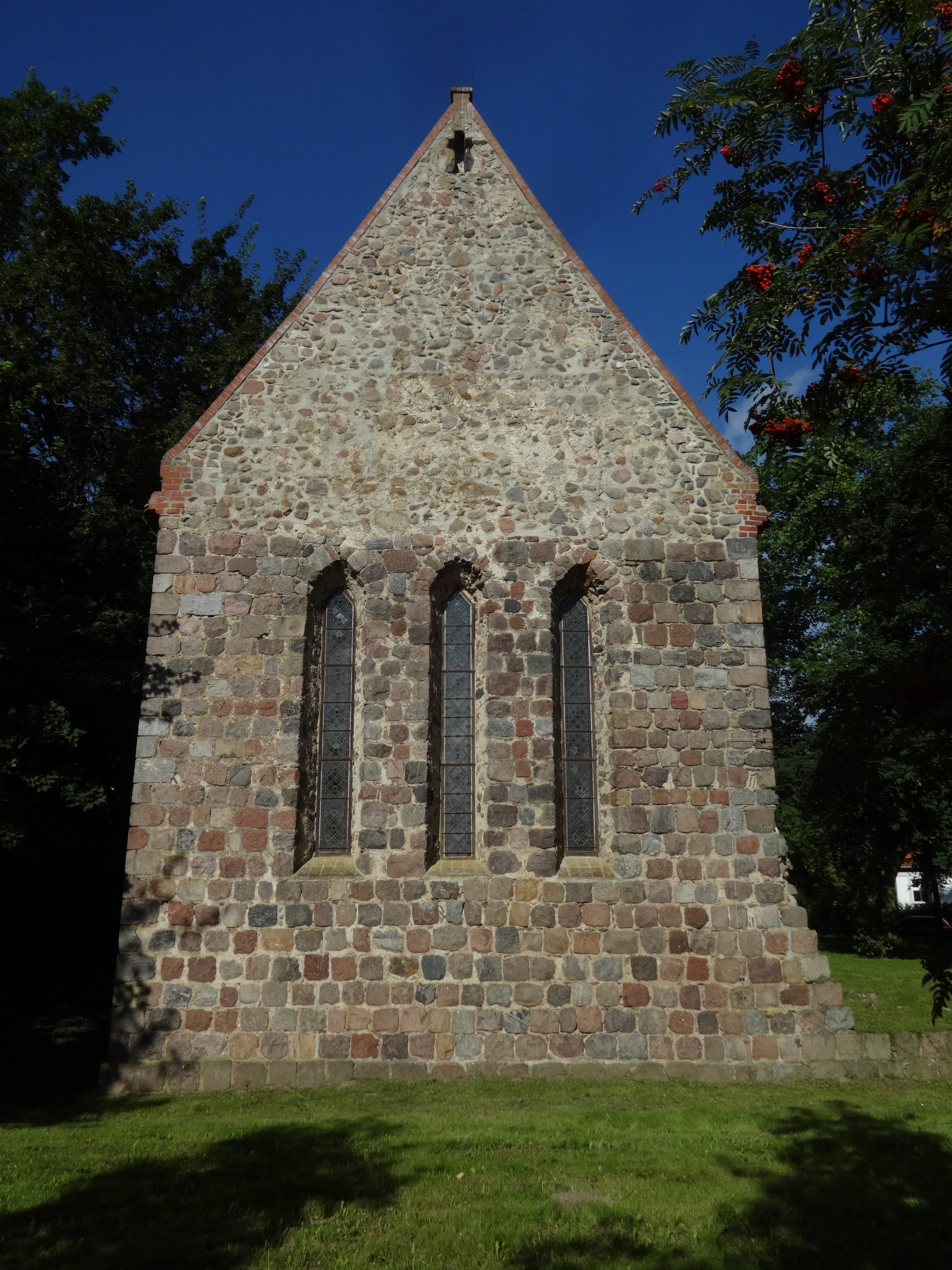
Ansicht von Osten

Der Chor ist gerade und wurde im unteren Bereich aus sorgfältig behauenen und lagig geschichteten Granitquadern errichtet. An seiner östlichen Seite sind drei Lanzettfenster, die aus der Zeit der Erbauung stammen. Änderungen oder Verwerfungen im Mauerwerk sind nicht erkennbar. Der östliche Giebel wurde hingegen aus nicht behauenen, vergleichsweise kleineren Steinen errichtet. An der südlichen Chorwand sind zwei große, sich fast über die gesamte Fassade erstreckende, segmentbogenförmige Fenster. Die Faschen sind hell verputzt und treten daher deutlich hervor. Links davon ist eine zugesetzte, gedrückt-segmentbogenförmige Priesterpforte, deren Laibung mit rötlichem Mauerstein nachgearbeitet wurde. An der nördlichen Chorseite ist hingegen ein kleines Lanzettfenster sowie westlich ein größeres, ebenfalls mit einer Fasche betontes, spitzbogenförmiges Fenster. Darunter sind die Reste einer abgebrochenen Sakristei aus der Bauzeit des Chors. Ebenso sind nach Westen hin Teile des geplanten, deutlich breiteren Schiffs erkennbar. Unterhalb der Dachtraufe wurde das Mauerwerk mit rötlichen Ziegeln ausgebessert. Das schlichte Satteldach ist mit Biberschwanz gedeckt.
Nach Westen hin schließt sich das eingezogene Kirchenschiff an. Es wurde ebenfalls aus Feldsteinen errichtet; die Fassade ist hingegen hell verputzt. Dort sind zwei an jeder Seite zwei kleinere, bienenkorbförmige Fenster mit verputzten Faschen.
Der Westturm nimmt die volle Breite des Kirchenschiffs auf. An der Nord- und Südseite sind keine Öffnungen. Er kann durch ein segmentbogenförmiges Portal von Westen her betreten werden und wurde aus Mauerziegeln errichtet. Oberhalb der Pforte sind im Mauerwerk ein Bogen erkennbar (Wölbung?). Der Westgiebel wurde, wie auch das obere Turmgeschoss mit Brettern verkleidet. Der Aufsatz ist quadratisch mit kleinen, sternförmigen Klangarkaden. Daran schließt sich der geknickte Turmhelm an, der mit Turmkugel und Kreuz abschließt.

## Ausstattung
Der Kanzelaltar ist auf das Jahr 1731 datiert. Er besteht aus einem großen Säulenaufbau sowie einem Kanzelkorb, der mit Bildern von Jesus Christus und den Evangelisten sowie mehreren Putten verziert ist. Darüber ist ein gesprengter Giebel mit einer Strahlenglorie sowie weiteren Putten. Im Hauptfeld ist die Kreuzigung Christi abgebildet. Das Gestühl sowie die Empore ist mit szenischen Malereien aus dem 18. Jahrhundert verziert. Sie zeigen beispielsweise das Gleichnis vom Verlorenen Sohn. Die Fünte aus Metall wurde im 18. Jahrhundert hergestellt und ist mit Akanthus verziert. An der Ostwand befindet sich eine Nische mit einem Holzbalken, der bei dendrochronologischen Untersuchung auf das Jahr um 1235 datiert werden konnte. Noch ist unklar, ob damit auch der Bauzeitraum des Chors näher eingegrenzt werden kann. Denkbar wäre auch, dass sich der Kirchenbau verzögert hat.
Die Orgel mit einem Prospekt in Formen der Neorenaissance stammt aus der Orgelbauerfamilie Kaltschmidt aus Stettin.
Das Bauwerk ist in seinem Innern flach gedeckt; der Triumphbogen spitzbogig. Die Kirche hatte ursprünglich zwei Glocken, die im Jahr 1350 gegossen wurden. Die kleinere mit einem Durchmesser von 85 cm ist noch vorhanden. Die mit 88 cm Durchmesser größere musste die Kirchengemeinde im Zuge einer Metallspende des deutschen Volkes abgeben. Sie gelangte zunächst in die St. Jacobi-Kirche in Prenzlau und von dort in die Glockengießerei nach Apolda. Sie wurde 2000 in Leipzig wiederentdeckt; die Kirchengemeinde bemüht sich seither um eine Rückführung.
Südwestlich steht ein Findling, der an die Gefallenen aus dem Ersten Weltkrieg erinnert.

## Gemeindehausanbau

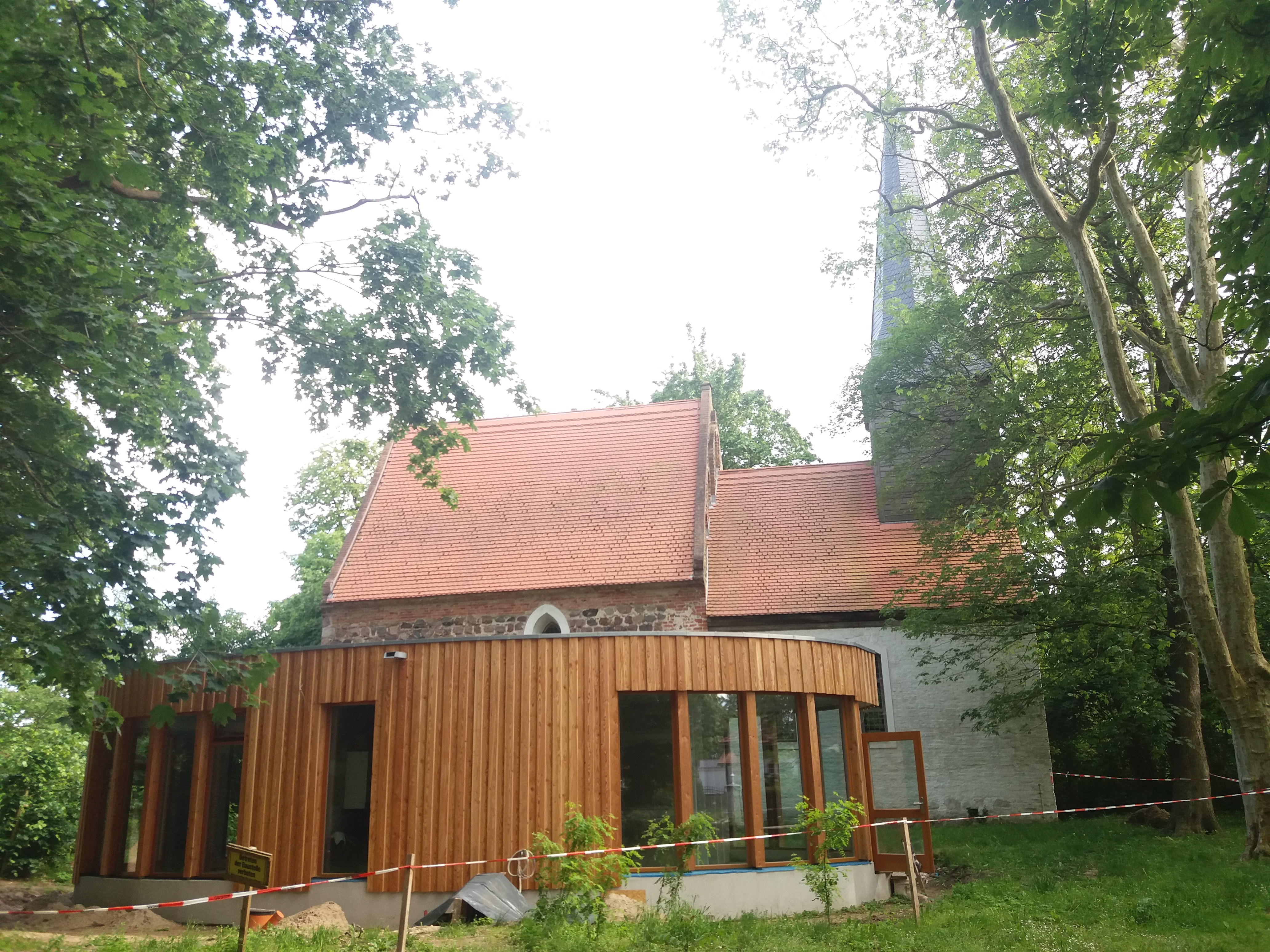
Seit 2019 baut die Kirchengemeinde ein Begegnungs- und Gemeinschaftshaus neben die Kirche in Rollwitz

Nach dem Verkauf des seit 2003 leerstehenden Pfarrhauses lässt die Kirchengemeinde an der Nordseite der Kirche einen Anbau für ein Gemeindehaus errichten. 2019 konnten mit den Baumaßnahmen des Multifunktionsbaus aus Holz und Glas begonnen werden. Die Fertigstellung ist für Winter 2020 geplant, so dass in dem schiffsförmigen Neubau Gottesdienste gefeiert werden können und der Saal für Dorfveranstaltungen genutzt werden kann.